# Карагинский
Карагинский остров — незаселённый остров в Карагинском заливе Берингова моря у восточного берега полуострова Камчатка, находится между 58°28' и 59°12' с. ш. и 163°24' и 164°44' в. д. Отделён от материка проливом Литке.
Длина — 101 км, наибольшая ширина — 27 км. Площадь — 1935,97 км².
Территория входит в состав Карагинского района Камчатского края.
Посередине острова тянется горный хребет высотой до 920 м (г. Высокая). На юго-восточной стороне горы подходят к берегу и образуют здесь высокие и крутые мысы. Вдоль берега много бухт, но они недалеко вдаются в остров и совершенно открыты.
На острове густая речная сеть. Насчитывается три реки протяжённостью более 20 км: р. Маркеловская, р. Мамикинваям, р. Гнунваям.
На расстоянии 1 км от берега глубина моря 12–19 м.
К западному берегу примыкает коса Лекало длиной 13 км, заканчивающаяся мысом Семёнова. Коса образует бухту, которую Литке назвал губой Ложных вестей.

## История
Остров был открыт во время второй камчатской экспедиции Витуса Беринга в 1732 году. Подробно исследован в 1827 году адмиралом Фёдором Литке, который первым изучил и составил описание острова. Своё название остров получил в честь ближайшего села Карага. В конце XVIII века на острове обосновались браконьеры, которые занимались добычей китов. В конце XIX века китобойный промысел пришёл в упадок и об острове забыли. После революции на остров претендовала Япония, однако после разгрома во Второй мировой войне отказалась от своих претензий. В 1960–90-е гг. на острове существовала застава. В конце 1920-х годов на острове был основан рыбокомбинат с посёлком. Рабочие комбината набирались вербовщиками из центральных регионов РСФСР. В 1940-х годах население посёлка было около 300 человек. В 1964 году посёлок был закрыт.  В 1994 году остров был включён в перечень водно-болотных угодий международного значения, подпадающих под действие Рамсарской конвенции. В настоящее время остров является частью регионального природного заказника. Власти Камчатки в 2019 году передали остров в аренду охотпользователю.  Аренда рассчитана на 49 лет по 15 тысяч рублей в год.

## Население
Постоянное население отсутствует.

## Климат
Зима длится около 7 месяцев (от даты устойчивого снежного покрова до даты таяния снежного покрова). Три четверти осадков выпадает в виде снега. Средняя температура в феврале, самом холодном месяце в году — минус 11 °C. Абсолютный минимум температуры — минус 18,9 °C. Период снеготаяния растягивается до 7 июня, а в некоторые годы снег сходит намного позднее. Даже в июле в некоторых долинах толщина снежного покрова может достигать 5 метров. На склонах гор снег может оставаться до первых снегопадов. На востоке острова летом часты туманы. Средняя температура в самые тёплые месяцы — в июне — плюс 11,7 °C и в июле — плюс 11,8 °C. Дневная температура редко превышает 14 °C тепла. Безморозный период длится 101 день.

## Флора и фауна
На Карагинском острове произрастают ольха, рябина, кедровый стланик и берёза.
Остров используется для отдыха птицами во время миграции. Реки острова служат местом нереста лосося. На острове организован выпас оленей.
Вблизи острова обитает крупная популяция китов; по берегам острова иногда можно найти кости этих животных, оставленные в прежние времена китобоями.
На лежбище летом приплывает около 2 тыс. моржей.

## Комментарии
1. ↑  В местном произношении ударение ставится на третий слог (Караги́нский)[1]. В то же время в БРЭ ударение проставлено на втором слоге (Кара́гинский). См. Карагинский остров : [арх. 28 мая 2023] // Канцелярия конфискации — Киргизы. — М. : Большая российская энциклопедия, 2009. — (Большая российская энциклопедия : [в 35 т.] / гл. ред. Ю. С. Осипов ; 2004—2017, т. 13). — ISBN 978-5-85270-344-6.